# КС Гревенмахер
КС Гревенмахер (Club Sportif Grevenmacher) е футболен отбор от град Гревенмахер в Люксембург. Отборът е основан през 1909 година. Основните клубни цветове са синьото и червеното. Отборът играе домакинските си мачове на стадион Оп Флоор Щадион, който разполага с капацитет от 4062 места, 562 от които седящи.

## Успехи
- Национална Дивизия

Шампион (1): 2002-03
Вицешампион (7): 1993-94, 1994-95, 1995-96, 1996-97, 1999-00, 2000-01, 2001-02
- Купа на Люксембург

Носител (4): 1995, 1998, 2003, 2008
Финалист (4): 1950-51, 1952-53, 1953-54, 1958-59